# Tiang
De tiang (Damaliscus lunatus tiang) is een ondersoort van de lierantilope. Afhankelijk van welke populaties van de lierantilope precies als tiang worden beschouwd, komt de tiang voor in zuidelijk Tsjaad, de noordelijke Centraal-Afrikaanse Republiek en zuidwestelijk Zuid-Soedan tot zuidwestelijk Ethiopië, noordwestelijk Kenia, of Oeganda, Zuid-Soedan en Ethiopië.